# Pimelopus nothus
Pimelopus nothus är en skalbaggsart som beskrevs av Hermann Burmeister 1847. Pimelopus nothus ingår i släktet Pimelopus och familjen Dynastidae. Inga underarter finns listade i Catalogue of Life.